# Nick Weatherspoon
Nick Levoter Weatherspoon (ur. 20 lipca 1950 w Greenwood, zm. 17 października 2008 w Canton) – amerykański koszykarz, występujący na pozycji skrzydłowego.

## Osiągnięcia
NCAA
- Zaliczony do składów:
  - All-American First Team (1973)[1]
  - All-Big Ten (1973)[2]
- Wybrany do:
  - Illini Men's Basketball All-Century Team (2004)[1]
  - Koszykarskiej Galerii Sław Ohio (2014)[2]

NBA
- Wybrany do All-NBA Rookie Team (1974)[3]